# Коулдейл (Колорадо)
Коулдейл (англ. Coaldale) — переписна місцевість (CDP) в США, в окрузі Фремонт штату Колорадо. Населення — 343 особи (2020).

## Географія
Коулдейл розташований за координатами 38°21′23″ пн. ш. 105°48′56″ зх. д. / 38.35639° пн. ш. 105.81556° зх. д. (38.356290, -105.815473).  За даними Бюро перепису населення США в 2010 році переписна місцевість мала площу 77,33 км², уся площа — суходіл.

## Демографія
Згідно з переписом 2010 року, у переписній місцевості мешкало 255 осіб у 123 домогосподарствах у складі 82 родин. Густота населення становила 3 особи/км².  Було 181 помешкання (2/км²).
Расовий склад населення:
| - 94,9 % — білих - 2,0 % — корінних американців - 0,4 % — чорних або афроамериканців |

До двох чи більше рас належало 2,0 %. Частка іспаномовних становила 2,7 % від усіх жителів.
За віковим діапазоном населення розподілялося таким чином: 13,3 % — особи молодші 18 років, 65,1 % — особи у віці 18—64 років, 21,6 % — особи у віці 65 років та старші. Медіана віку мешканця становила 55,1 року. На 100 осіб жіночої статі у переписній місцевості припадало 105,6 чоловіків;  на 100 жінок у віці від 18 років та старших — 112,5 чоловіків також старших 18 років.
Цивільне працевлаштоване населення становило 199 осіб. Основні галузі зайнятості: публічна адміністрація — 21,6 %, мистецтво, розваги та відпочинок — 19,1 %, роздрібна торгівля — 15,1 %, фінанси, страхування та нерухомість — 14,6 %.